# Nir Avraham
Nir Avraham (hebrejsky: ניר אברהם) byla izraelská osada v bloku osad Chevel Jamit nacházející se v severovýchodním cípu Sinajského poloostrova jihovýchodně od města Jamit.
V roce 1977 se ve zprávě připravené pro americký senát uvádí, že obec je právě ve výstavbě. Šlo o zemědělskou osadu typu mošav. Vesnice byla vystěhována v roce 1982 v důsledku podpisu Egyptsko-izraelské mírové smlouvy. V době před její evakuací do Nir Avraham ještě přišla nová skupina osadníků, která se snažila rozhodnutí izraelské vlády o zrušení osady zvrátit.